# Корнєєв Анатолій Петрович
Анатолій Петрович Корнєєв (нар. 23 січня 1961, Цвіклівці, Кам'янець-Подільський район, Хмельницька область, Українська РСР, СРСР — пом. 20 лютого 2014, Київ, Україна) — активіст Євромайдану. Рудський сільський голова (Хмельницька область). Убитий пострілом снайпера 20 лютого 2014 на вулиці Інститутській. Один із громадського списку національної скорботи «Небесна Сотня». Герой України (21 листопада 2014, посмертно).

## Життєпис
1976 р. закінчив Рудську 8-річку, а 1978-го — Жванецьку середню школу.
1978–1982 рр. — навчання у Кам'янець-Подільському вищому військово-інженерному командному училищі.
1982–1987 рр. — служба в групі радянських військ у Німеччині.
1987–1991 рр. — служба на Далекому Сході.
У 1991–2003 рр. працював на Кам'янець-Подільському хлібокомбінаті, де пройшов шлях від завідувача складу до заступника директора.
2003–2007 рр. — безробітний.
У 2007–2010 рр. працював у ТОВ «Стіомі-Холдинг».
З листопада 2010 р. по лютий 2014 — Рудський сільський голова.
Одружений. Разом з дружиною Людмилою виховали двох дітей.

## Загибель на Майдані
Брав участь у контратаці Майдану зранку 20 лютого. Загинув біля парапету в районі зеленого паркану за Жовтневим палацом, від кулі снайпера в серце.
Свідком загибелі був Максим Гошовський з Дніпропетровська:
...он упал практически в нескольких метрах от меня...я проходил возле зеленого забора, возле, который был возле Жовтневого. так вот, я и еще несколько человек, его обошел слева, а Анатолий и еще парень справа, мы сели, там был небольшой парапетик, поставили сверху щиты и присели на одно колено, тогда в прорезях щита я увидел,как Анатолий обежал нас справа и сел под дерево, там от я и увидел, что пуля попала с начала в парня, Анатолий попытался его вытащить и в него влетела еще одна, тогда я сказал парням, что были рядом, надо помочь, один из наших встал сделал шаг и тоже упал... тогда я скомандовал, что надо всем вместе встать и подойти, на счет три мы встали, прикрыли щитами раненого и Анатолия, разделились и я вдвоем с парнем тащил уже, к сожалению, его труп... Когда мы принесли его в Жовтневый, то он там был первым. Я думал,что милиция будет отбивать у нас здание, по этому из кармана достал паспорт и посвидчення головы сельской ради... и отнес их на сцену... 
Після того як тіло було перенесене до Жовтневого палацу, медик з його телефону зателефонував до його дружини Людмили та повідомив про смерть та про те, де перебуває тіло. Дружина перетелефонувала до його друга Віктора Міщишина з Кам'янця-Подільського, який в цей час теж перебував на Інститутській з проханням перевірити цю інформацію та подбати про тіло. За деякий час до Жовтневого палацу прибули ще декілька його друзів (брати Худняки зі Старою Ушиці) і тіло на руках було доправлене до сцени Майдану, а звідти автомобілем до приміщення КМДА де перебувало в підвальному приміщенні до моменту приїзду дружини, яка одразу ж після підтвердження інформації про загибель виїхала до Києва.
Під час атаки Анатолій Корнєєв перебував в смарагдовому мотоциклетному шоломі і при аналізі відеозаписів бою на Інститутській востаннє живим ідентифікований на містку через Інститутську в момент штурму Жовтневого палацу, в цьому ж кадрі Максим Гошовський і Віктор Міщишин в цей час перебувають поряд один з одним між квітковим годинником і містком.

## Вшанування пам'яті

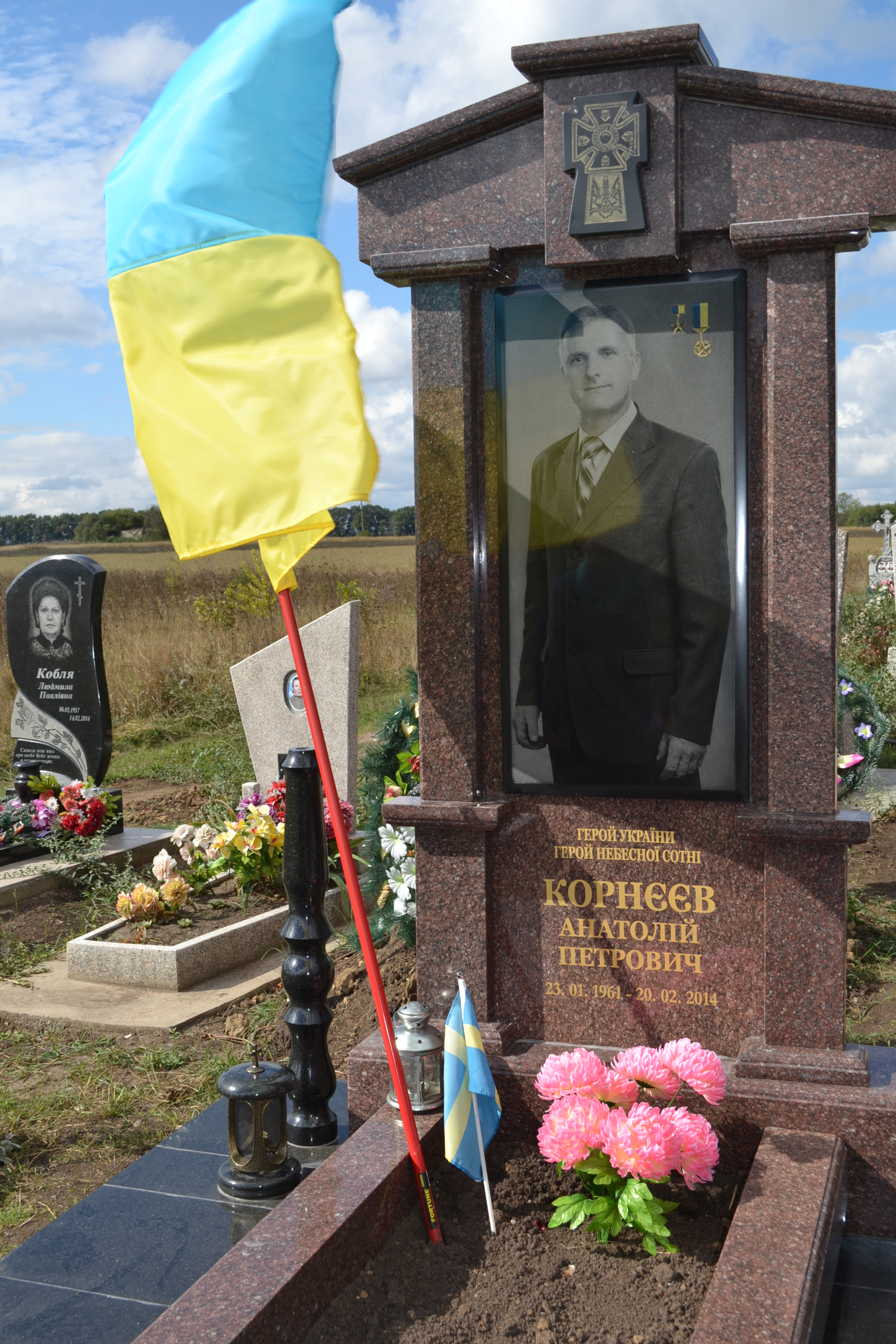
Могила

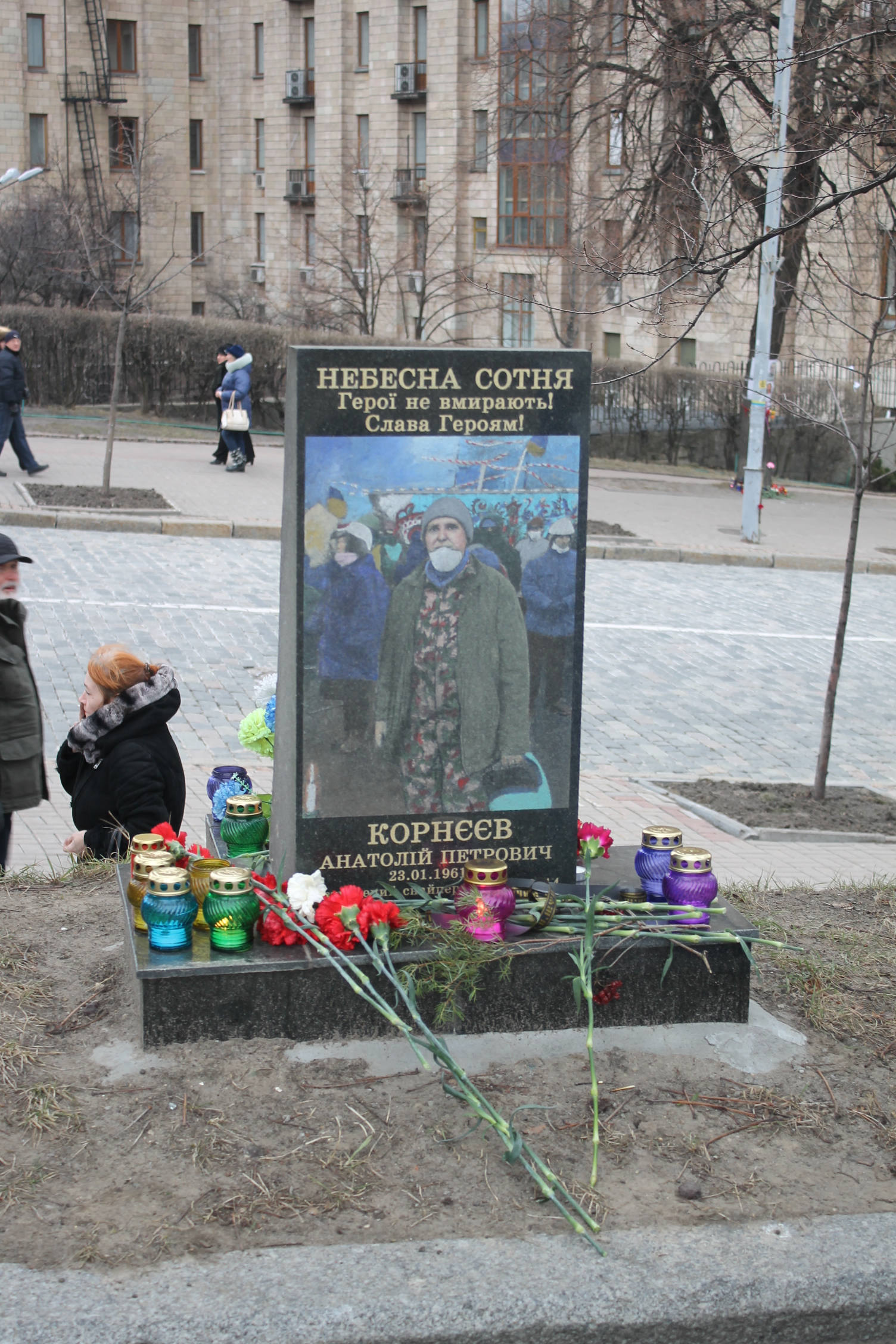
Пам'ятник на алеї Небесної сотні у Києві (2016 рік)

27 березня 2014 Кам'янець-Подільська міська рада ухвалила рішення про присвоєння одній з вулиць у східному районі Смірнова імені Анатолія Корнєєва.

### Нагороди
- Звання Герой України з удостоєнням ордена «Золота Зірка» (21 листопада 2014, посмертно) — за громадянську мужність, патріотизм, героїчне відстоювання конституційних засад демократії, прав і свобод людини, самовіддане служіння Українському народу, виявлені під час Революції гідності[2]
- Медаль «За жертовність і любов до України» (УПЦ КП, червень 2015) (посмертно)[3]